# جان-دانيال جيربر
جان-دانيال جيربر هو دبلوماسي واقتصادي وسياسي سويسري، ولد في 29 أغسطس 1946 في برن في سويسرا.